# Chippewa River (Minnesota River)
Der Chippewa River ist ein etwa 195 Kilometer langer Zufluss des Minnesota River im Westen und Südwesten des US-Bundesstaates Minnesota.
Über den Minnesota River ist er Teil des Einzugsgebietes des Mississippi Rivers.

## Lauf
Der Chippewa River entspringt im Chippewa Lake im Douglas County, 11 km nordwestlich von Alexandria und durchfließt an seinem Oberlauf mehrere Seen. Er fließt anfangs nach Westen in den Grant County, wo er sich für den Rest seines Laufes durch die Countys Pope, Stevens, Swift und Chippewa nach Süden zu wendet. Die Städte Hoffman, Cyrus und Benson liegen an seinem Lauf und er mündet in den Minnesota River in Montevideo. Einige Flussabschnitte, vor allem im Mittellauf durch die Countys Pope und Swift, wurden begradigt und kanalisiert.
Größere Zuflüsse des Chippewa River sind im Pope County der etwa 70 km lange Little Chippewa River, der einen meist südwestlichen Verlauf durch die Countys Douglas und Pope nimmt und in Benson der etwa 145 km lange East Branch Chippewa River, der im Südosten des Douglas County entspringt und nach einem anfänglichen südlichen Kurs durch den Pope County, auf dem er mehrere Seen durchfließt, sich im Swift County nach Westen wendet.